# Corimbion supremum
Corimbion supremum là một loài bọ cánh cứng trong họ Cerambycidae.